# 박곡역
박곡역 (중국어 정체자: 北角, 한어 병음: Běijiǎo, 광둥어 예일: Bākgok) 또는 노스포인트역 (North Point)은 홍콩 지하철 공도선과 정관오선의 환승역이다. 홍콩섬 둥구 박곡에 위치해 있으며, 정관오선의 서쪽 종착역이기도 하다. 역 상징색은 토마토 오렌지색이다. 공도선과 정관오선 사이 환승은 평면환승 구조를 취하고 있다.

## 역사
1985년 5월 31일 공도선 개통과 함께 영업을 개시하였다. 한동안 공도선의 중간 역으로만 남아있었으며, 당시 복층 상대식 승강장 구조로 성완역 방면 열차는 상층 승강장에, 차이완역 방면 열차는 하층 승강장에 정차하였다. 하지만 2001년 군통선 선로가 이곳까지 연장되면서 평면환승이 가능한 두 노선 간의 환승역으로 바뀌게 되었다. 기존의 복층 승강장 반대편에 새로운 승강장이 부설되었으며, 군통선의 임시 종착역으로 사용된 것이다.
2002년 8월 4일 홍콩 지하철의 도항 터널 통과 노선의 개편으로 기존에 들어오던 군통선을 대신하여 정관오선이 이 역까지 들어오게 되었으며, 야우통역까지의 구간에 대해 일반운행을 개시하게 되었다. 2002년 8월 18일부터는 공도선과 정관오선 간의 환승역이 되었으며, 정관오선의 시종착역으로 자리잡게 되었다.
역내에는 2001년 환승역 공사 당시 새로 설치된 작품이 하나 있는데, 건축가 타오호와 지역 아이들이 함께 제작한 <박곡, 나의 동네> (North Point, My Neighbourhood)이다. 박곡 주변의 친숙한 동네 풍경을 묘사하였다.

## 역 구조
| G         | -                                                                | 출구                                                                                          |
| -         | 지하보도                                                         | MTR 샵 출구 지하보도                                                                          |
| L1        | 대합실                                                           | 고객센터, MTR 샵 자판기, 현금 자동 입출금기 옥토퍼스 카드 발급기                              |
| L2 승강장 | 승강장 2                                                         | ← 공도선 케네디타운 방면 (포트리스 힐)                                                        |
| L2 승강장 | 섬식 승강장, 공도선 열차는 왼쪽문, 정관오선 열차는 오른쪽문 열림 |                                                                                               |
| L2 승강장 | 승강장 4                                                         | ← 정관오선 시종착역                                                                           |
| L3 승강장 | 승강장 1                                                         | → 공도선 차이완 방면 (쿼리베이) →                                                             |
| L3 승강장 | 섬식 승강장, 공도선 열차는 오른쪽문, 정관오선 열차는 왼쪽문 열림 |                                                                                               |
| L3 승강장 | 승강장 3                                                         | → 정관오선 보우람 방면 (쿼리베이) → → 정관오선 로하스파크 방면 (피크시간대 한정) (쿼리베이) → |

다른 역과 비교해봤을 때 평면환승이기는 하지만 환승거리가 조금 먼 편이다. 그러나 정관오선과의 또다른 환승역인 쿼리베이역은 평면환승 구조가 아닌 만큼, 도항하려는 출퇴근 이용객들에게 훨씬 더 편리한 역인 것이 사실이다.

## 출구
모든 출구가 킹스로와 인근 거리에 위치해 있다.
- A1/A4: 자바로
- A2: 마블로
- A3: 오디언 플라자
- B1/B2/B3: 킹스로
- B4: 잣츠무이로

## 교통 환승
박곡역은 박곡 페리부두 인근에 위치해 있으며 A1출구로 나간 뒤 수국가를 따라가면 닿을 수 있다. 박곡 페리부두는 가우룽반도로 넘어가는 여러 페리노선이 운항되고 있으며 훙함, 가우룽싱, 군통 등지로 향할 수 있다. 페리부두 인근에는 대규모 버스터미널이 있으며, B1출구와 B3출구로 나가도 킹스로에서 버스, 트램, 택시 등으로 갈아탈 수도 있다.
공도선의 케네디타운 방면 승강장은 매일 아침 출근시간마다 승객으로 붐비기 때문에, 수요감당을 위해 차이완 차량기지에서 무정차 통과 후 박곡역에서부터 운행을 시작하는 경우도 있다.

## 차후 계획
북공도선 공사가 완료되어 정관오선이 서쪽 방면으로 연장되면 박곡역은 정관오선의 중간역이 된다. 공도선과 평행하게 달리며 포트리스 힐역, 코즈웨이베이노스역, 우이진역을 거쳐 타마르역까지 이어지는 연장구간으로, 아침시간대 케네디타운역 방면 승강장의 과밀 현상을 해소해 줄 것으로 기대된다.

## 갤러리

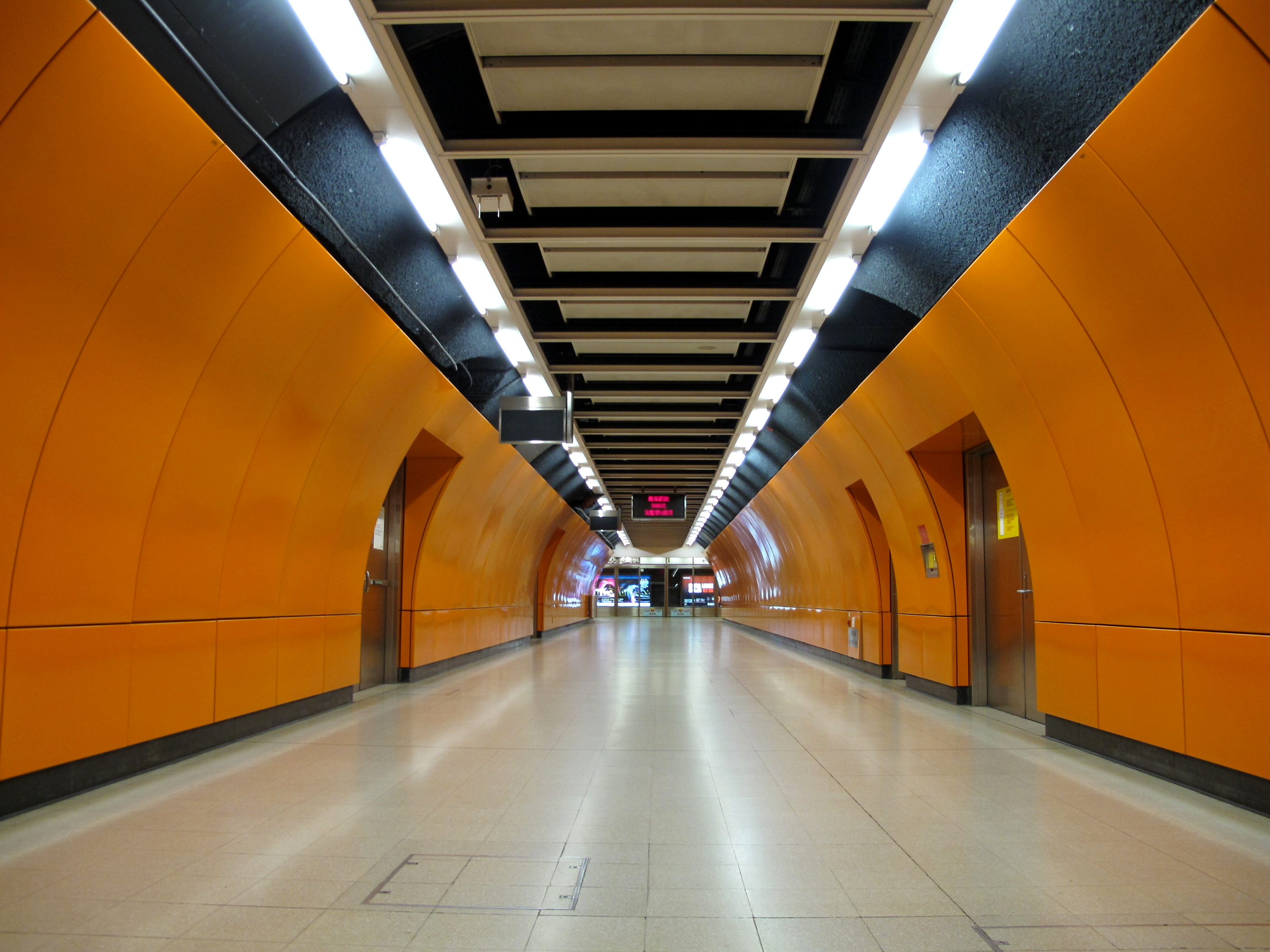
두 승강장 간의 긴 지하보도
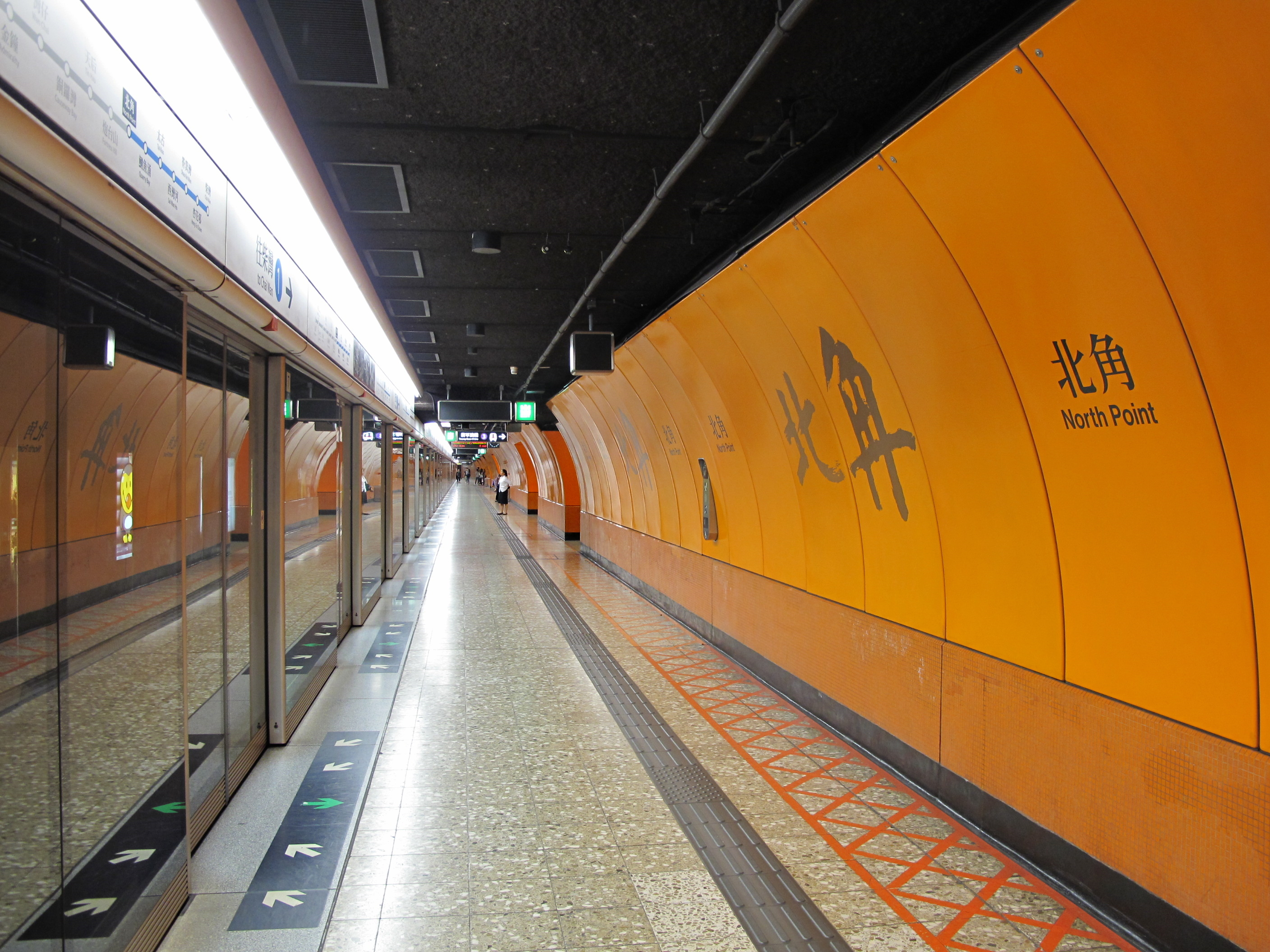
1번 승강장 (공도선 차이완 방면)
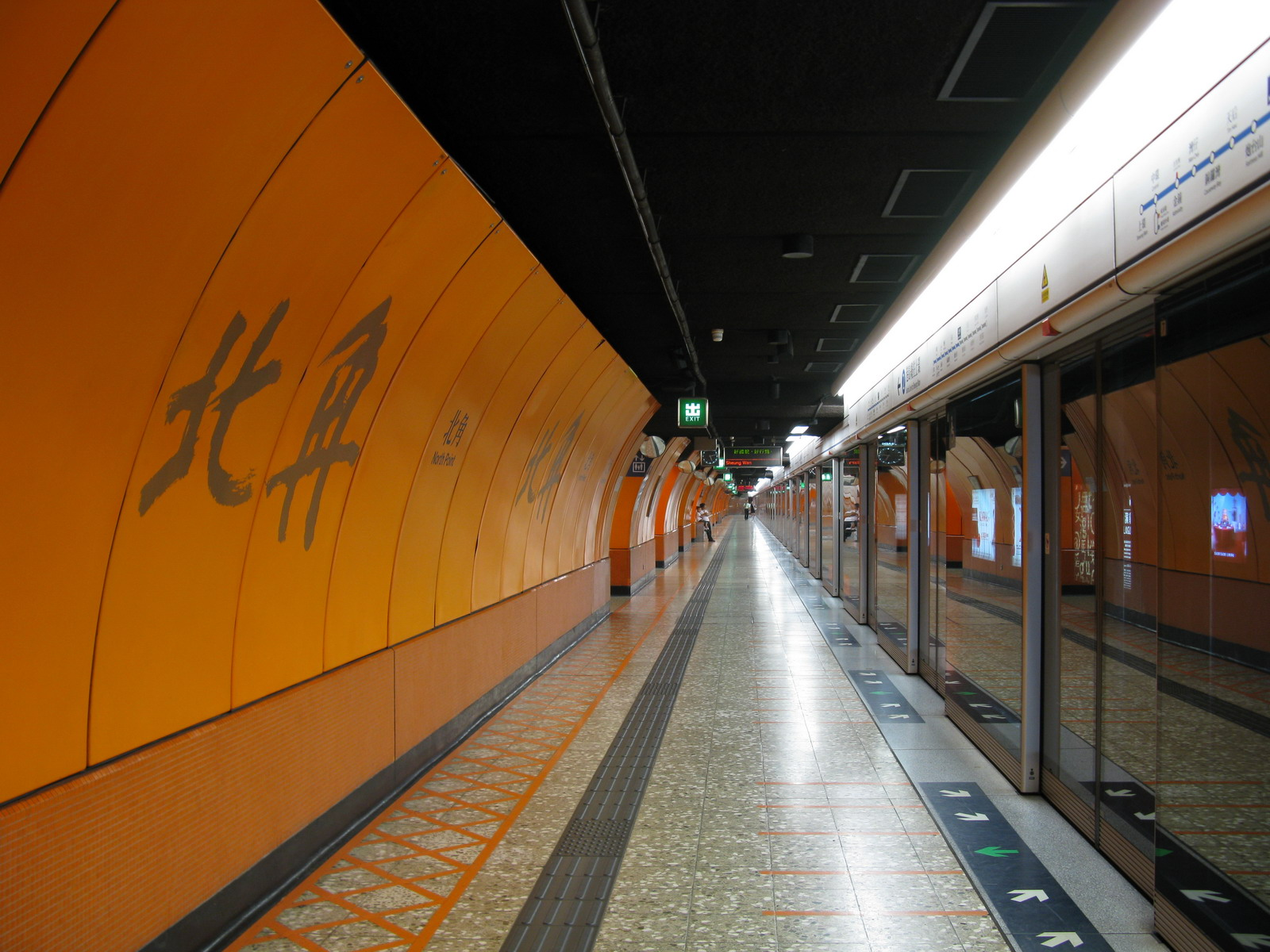
2번 승강장 (공도선 케네디타운 방면)
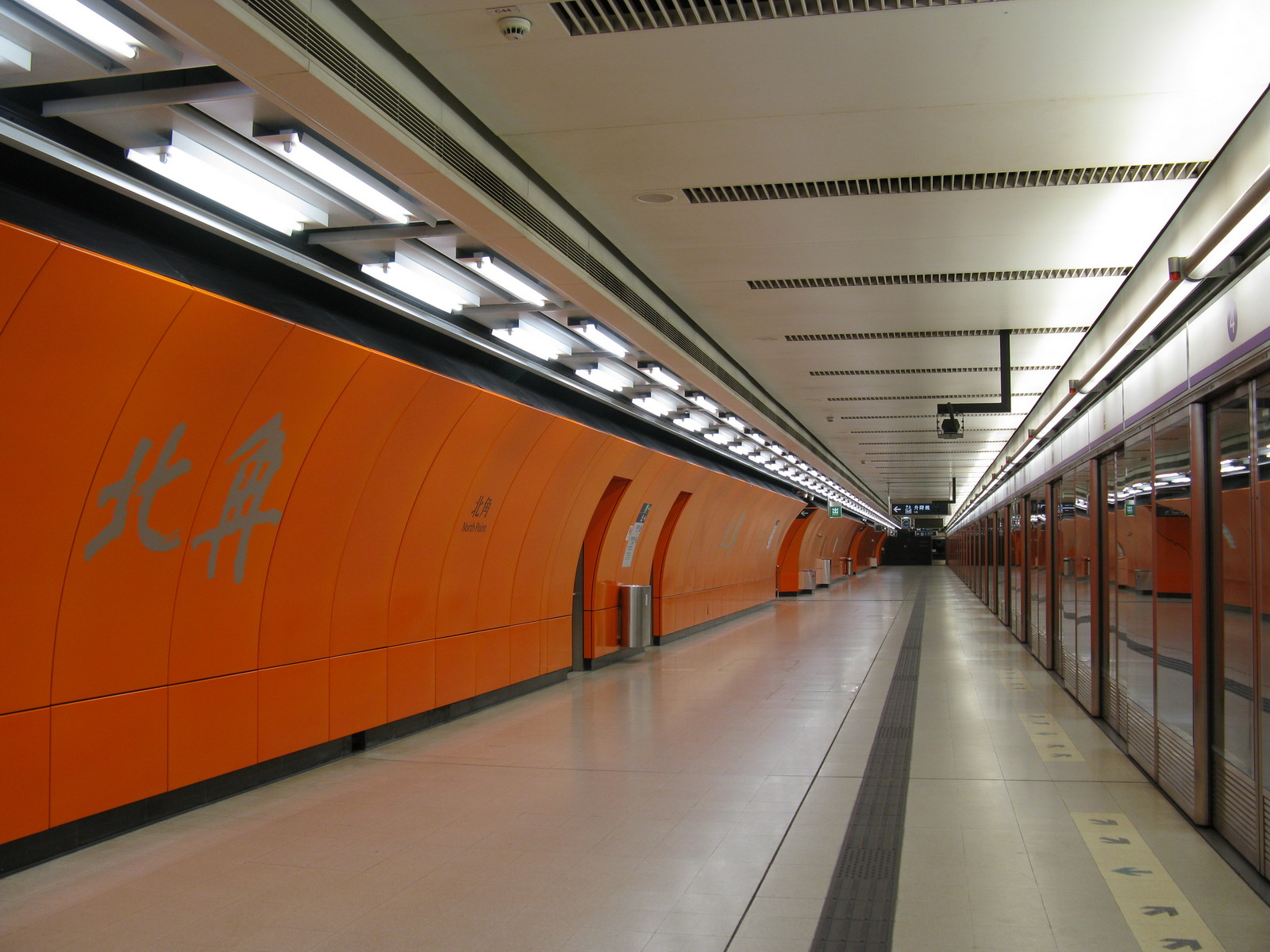
4번 승강장 (정관오선 시종착역)